# Вальдемар Ерфурт
Вальдемар Ерфурт (нім. Waldemar Erfurth; 4 серпня 1879, Берлін — 2 травня 1971, Тюбінген) — німецький офіцер, доктор філософії (7 грудня 1939), генерал піхоти вермахту. Кавалер Лицарського хреста Хреста Воєнних заслуг з мечами.

## Біографія

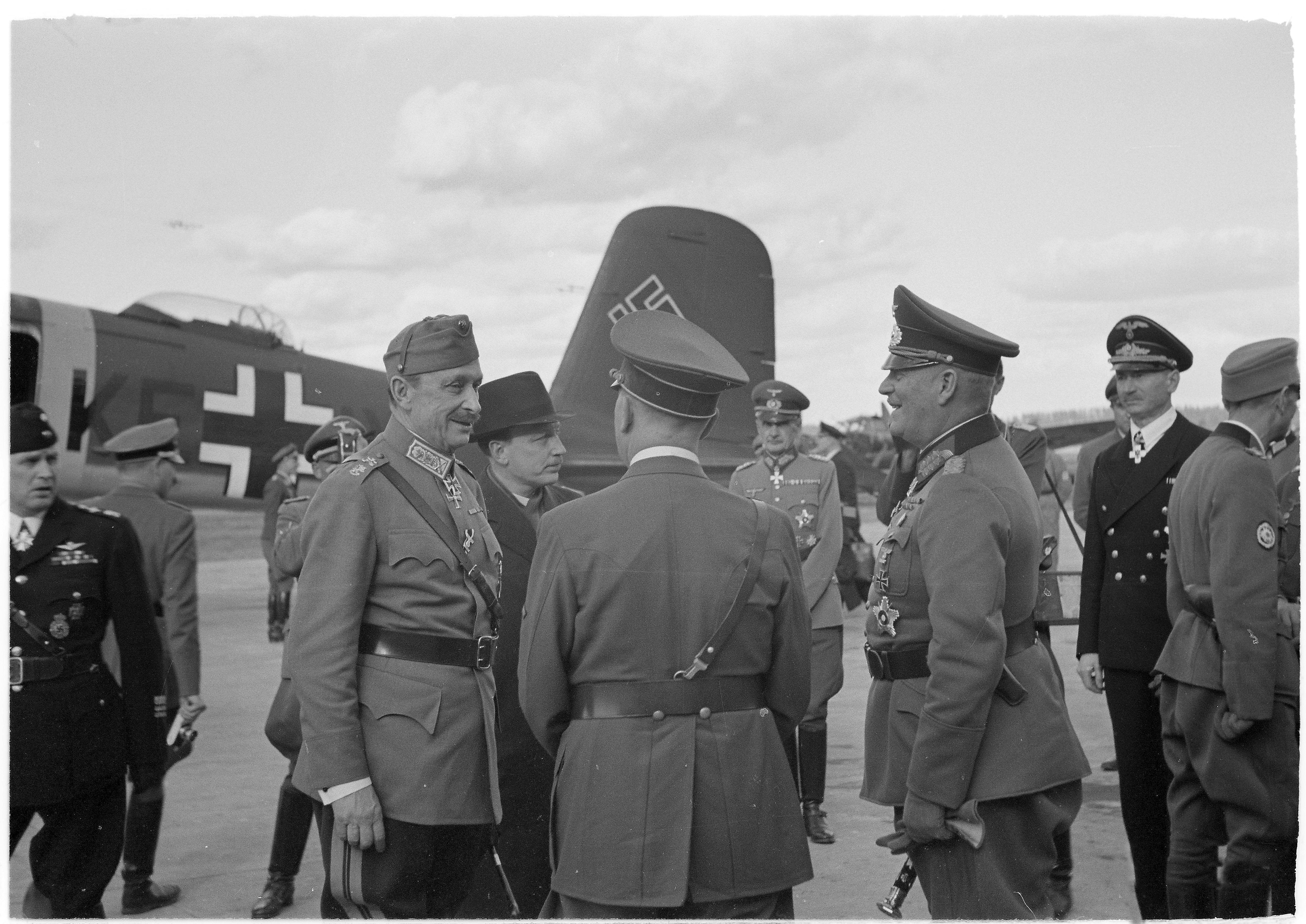
Зустріч Карла Маннергейма і Адольфа Гітлера. Генерал Ерфурт — позаду в центрі (Фінляндія, 1942).

20 вересня 1897 року вступив в Імперську армію. Учасник Першої світової війни. Після демобілізації армії залишений в рейхсвері. Пройшов підготовку офіцера Генерального штабу. З 1 листопада 1927 року — начальник штабу командування 1-ї групи сухопутних військ. З 1 жовтня 1929 року — командувач піхотою 2-го військового округу. 1 жовтня 1931 року вийшов у відставку. 1 вересня 1934 року знову вступив на військову службу, керівник групи вивчення військового досвіду в складі Генерального штабу сухопутних військ. З 1 листопада 1938 року — 5-й обер-квартирмейстер Генерального штабу. У веденні Ерфурта перебувала військово-історична служба сухопутних військ. 13 червня 1941 року призначений представником при Головній квартирі фінської армії, фактично при маршалі Карлові Маннергеймі. 13 вересня 1944 року відкликаний до Німеччини і призначений для особливих доручень при ОКВ.

## Звання
- Фанен-юнкер (20 вересня 1897)
- Унтерофіцер (27 січня 1898)
- Фенріх (24 травня 1898)
- Лейтенант (27 січня 1899)
- Оберлейтенант (19 серпня 1909)
- Гауптман (22 березня 1912)
- Майор (28 грудня 1916)
- Оберстлейтенант (1 лютого 1922)
- Оберст (1 лютого 1926)
- Генерал-майор (1 жовтня 1929)
- Генерал-лейтенант (1 травня 1931)
- Генерал піхоти (1 квітня 1940)

## Нагороди
- Залізний хрест 2-го і 1-го класу
- Королівський орден дому Гогенцоллернів, лицарський хрест з мечами (7 листопада 1916)
- Орден «За заслуги» (Баварія) 3-го класу з мечами
- Орден Альберта (Саксонія), лицарський хрест 1-го класу з мечами
- Хрест «За військові заслуги» (Мекленбург-Шверін) 2-го класу
- Хрест «За військові заслуги» (Брауншвейг) 2-го класу
- Ганзейський Хрест (Любек)
- Орден Залізної Корони 3-го класу з військовою відзнакою (Австро-Угорщина)
- Хрест «За військові заслуги» (Австро-Угорщина) 3-го класу з військовою відзнакою
- Орден «За хоробрість» 4-го ступеня, 1-й клас (Болгарія)
- Військова медаль (Османська імперія)
- Хрест «За вислугу років» (Пруссія)
- Почесний хрест ветерана війни з мечами
- Медаль «За вислугу років у Вермахті» 4-го, 3-го, 2-го і 1-го класу (25 років)
- Орден Хреста Свободи (Фінляндія)
  - 1-го класу із зіркою і мечами (16 вересня 1941)
  - золота медаль (13 червня 1944)
- Орден Білої троянди (Фінляндія), великий хрест з мечами і зіркою
- Хрест Воєнних заслуг 2-го і 1-го класу з мечами
- Лицарський хрест Хреста Воєнних заслуг з мечами (8 листопада 1944)